# Małgorzata Boratyńska
Małgorzata Boratyńska (ur. 26 kwietnia 1958 w Warszawie) – polska aktorka filmowa, głosowa i reżyser dubbingu.

## Filmografia

### Przed kamerą
Źródło: Filmpolski.pl
- 1990: W środku Europy – koleżanka Zosi
- 1990: Dziewczyna z Mazur – robotnica Krysia, koleżanka Marty
- 1990: W piątą stronę świata
- 1988: Czarodziej z Harlemu – Jola
- 1988: Dekalog IX – Pielęgniarka
- 1986: Tulipan – Dorota
- 1985: C.K. Dezerterzy – panienka
- 1985: Siekierezada – kelnerka w „Hoplance”

### Przed kamerą gościnnie
- 1989: Odbicia – koleżanka Małgosi ze studiów
- 1988–1991: Pogranicze w ogniu – pracownica Abwehry udająca „Charlottę”
- 1988–1991: W labiryncie
- 1987: Ucieczka z miejsc ukochanych – Marysia Sajwaj
- 1981: Białe tango – Basia, córka Ireny

## Reżyser dubbingu
- 2021: Patryk Rozgwiazda Show
- 2021: Koralowy obóz: Młodzieńcze lato SpongeBoba
- 2011: Bąbelkowy świat gupików
- 2011: Ben 10: Ultimate Alien
- 2010: Superszpiedzy (odc. 6-10, 16-20)
- 2007: Nurkuj, Olly (odc. 10-26)
- 2007: Chowder
- 2006: Supercyfry
- 2004–2006: Świat Todda
- 2004: Roly Mo zaprasza
- 2003–2007: Z życia nastoletniego robota (odc. 1, 3-40)
- 2001: Pokémon 3: Zaklęcie Unown
- 2001: Liga Sprawiedliwych
- 2000: Pokémon: Powrót Mewtwo
- 2000: Sztruksik
- 1999: Muppety z kosmosu
- 1998–2006: Para nie do pary
- 1998−1999: Nowe przygody rodziny Addamsów
- 1998: Will i Grace
- 1997−2000: Pepper Ann
- 1997–1998: Przygody Olivera Twista (odc. 1-4, 8-9, 11, 15-18, 22-25, 29-32, 36-39, 42-46, 50-52)
- 1997–1998: Dzielne żółwie: Następna mutacja
- 1996: Kosmiczne Biuro Śledcze
- 1994: Patrol Jin Jina
- 1985–1991: Gumisie (odc. 30-33 z Master Filmu)
- 1983–1986: Inspektor Gadżet (odc. 16-20, 24-25, 27-28, 32)
- 1980: Figle z Flintstonami (odc. 40-54)
- 1972–1973: Nowy Scooby Doo (odc. 10-11, 14, 18-20)uLinki zewnętrzne

### Polski dubbing
- 1964–1967: Goryl Magilla (Polskie Nagrania)
- 1966: Kosmiczny Duch – Jan
- 1969–1971: Dastardly i Muttley (Polskie Nagrania) – księżniczka
- 1981–1989: Smerfy – Smerfuś (odc. 175, 180, 183, 186-187, 191, 193, 203)
- 1983: Kaczor Donald przedstawia – Minnie (niektóre odcinki)
- 1984–1987: Łebski Harry – Elza (odc. 80b)
- 1987–1988: Babar – Flora
- 1988–2005: Opowieści z Nowego Testamentu – Sara (odc. 5)
- 1989–1992: Chip i Dale – Pucia Szczurelli (odc. 39)
- 1989: Babar zwycięzca
- 1990–1991: Muminki – Migotka
- 1992–1995: Tajna misja – Alexandra „Sandy” Weston (odc. 21-24)
- 1992: Wyspa Niedźwiedzi – Max
- 1993–1998: Animaniacy – Kasia Ka-Boo (odc. 61c)
- 1994: Karol Wielki
- 1998–2004: Atomówki
- 1998−1999: Nowe przygody rodziny Addamsów – Ba McAddams (odc. 58)
- 1999–2000: Produkcje Myszki Miki – Myszka Minnie
- 1999: Babar – król słoni
- 1999: SpongeBob Kanciastoporty −
  - Karen 2 (odc. 171a),
  - Perła (odc. 186a)
- 2003–2007: Z życia nastoletniego robota
- 2003–2006: Lilo i Stich – dorosła Lilo (odc. 45)
- 2005: Doraemon –
  - mama Dekisugiego,
  - Mii
- 2006: Supercyfry –
  - Cyfra 2 (odc. 6, 18-19, 22, 29, 41-42),
  - dziewczynka skarżąca się na kształt pomarańczy (odc. 3),
  - Agent 94 (odc. 4-5, 11, 24, 30-31),
  - Agent 85 (odc. 6, 8, 11, 14, 25, 32),
  - Agent 53 (odc. 7),
  - Agent 68 (odc. 31),
  - Agent 106 (odc. 42, 44)
- 2005: Tygrysek Etelbert i przyjaciele
- 2007−2010: Chowder –
  - Trufla,
  - Jedna ze staruszek (odc. 28a)
- 2007: Nastologia – Trish
- 2008–2009: Mighty B – Bessy
- 2008–2009: Ben 10: Obca potęga –
  - Helen (odc. 27),
  - Naljianka (odc. 38),
  - Cicely (odc. 39)
- 2008–2009: Była sobie Ziemia – głosy z tłumu (odc. 13)
- 2008: Gawayn –
  - Shirley (odc. 15),
  - cyganka Jen (odc. 17, 19, 34),
  - Walnięta Kelara (odc. 22),
  - urzędniczka (odc. 37),
  - May (odc. 57),
  - Miranda (odc. 63),
  - wiedźma #2 (odc. 70)
- 2009: Superszpiedzy –
  - Victoria Brathwaite (odc. 18),
  - Bubby (odc. 20)
- 2009: Antoś –
  - Pani Piórko (odc. 19),
  - Kwaksio,
  - Pani Jadzia (higienistka) (odc. 37),
  - Krysia (odc. 61)
- 2009: Tickety Toc – Bystra Lusia
- 2010–2014: Turbo Dudley – psi agent –
  - Benia (odc. 5b),
  - Ziuta (odc. 8a, 17b, 23b, 25a, 30a, 35a, 38ab, 43b, 50b, 57b),
  - dziecko (odc. 13),
  - mała wiewióreczka (odc. 31a, 34b),
  - Asia Stentka (odc. 32b),
  - Andzia (odc. 34a),
  - AK-45 (odc. 42b),
  - sekretarka Tosia (odc. 46a, 51b, 57a),
  - Robot Tosia (odc. 57a)
- 2010–2013: Victoria znaczy zwycięstwo – Consuela (odc. 5)
- 2010–2012: Ben 10: Ultimate Alien –
  - Serena (odc. 16),
  - Emily (odc. 30),
  - dziewczyna Pierce’a (odc. 35)
- 2010: My Little Pony: Przyjaźń to magia –
  - Twist (odc. 12, 32),
  - Upper Crust (odc. 35),
  - Różowa nastoletnia klacz (odc. 45)
- 2011–2013: Super ninja –
  - głos odliczający do autodestrukcji bazy (odc. 1),
  - Katherine / Katara (odc. 4),
  - Julie (odc. 11, 14-15, 20, 26)
- 2011: Bąbelkowy świat gupików –
  - jedna z małych złotych rybek (odc. 3)
  - Mały ślimak (odc. 8),
  - papuga (odc. 37),
  - Waran (odc. 37),
  - Bibliotekarka (odc. 39),
  - kangurzyca Shila (odc. 48),
  - krewetka recepcjonistka (odc. 50),
  - pani Pikita (odc. 59),
  - Demanda (odc. 68, 71),
  - mama Skipa (odc. 72)
- 2011: Maleńcy – Słonko Błysk
- 2012–2014: Ben 10: Omniverse –
  - Kudłata (odc. 41),
  - Viktoria (odc. 47),
  - Ester (odc. 51, 65, 78),
  - Serena (odc. 58)
- 2012: Monsuno –
  - Mama Chase’a (odc. 17-19, 34),
  - głos odliczający start rakiety (odc. 28),
  - Kimi (odc. 38)
- 2013: Inwazja kórlików
- 2013: Pac-Man i upiorne przygody
- 2013: Grzmotomocni – pani Wong (odc. 9, 12, 15, 22, 28, 38, 43, 52)
- 2013: Tom i Jerry Show –
  - Ginger – Pani domu (odc. 1-26),
  - właścicielka Polly (odc. 5b)
- 2013: Tupcio Chrupcio – mama Borysa (odc. 2, 8, 13-14, 24, 34, 47, 49-50)
- 2014: Wanda i Zielony Ludek
- 2014: Niech żyje król Julian
- 2015: Dorwać Blake’a
- 2015: Dzień, w którym Heniś poznał... – mama Henisia
- 2016: Harmidom – Hanna Harmidomska
- 2021: Koralowy obóz: Młodzieńcze lato SpongeBoba – Rywka Grzywka (odc. 14b)
- 2021: Patryk Rozgwiazda Show – 
  - Dziewczynka kupująca hula-hoop (odc. 4),
  - Kobieta kupująca dziadka (odc. 4),
  - Sandy Pysia (odc. 13b)